# ایان چندلر (دوچرخه‌سوار)
ایان چندلر (انگلیسی: Ian Chandler؛ زادهٔ ۳ اوت ۱۹۵۱) دوچرخه‌سوار اهل استرالیا است. وی در بازی‌های المپیک تابستانی ۱۹۷۶ شرکت کرده است.